# (8421) Montanari
(8421) Montanari  es un asteroide perteneciente al cinturón de asteroides, descubierto el 2 de diciembre de 1996 por el Observatorio Astronómico de San Vittore desde el propio observatorio, en Italia.

## Designación y nombre
Montanari se designó inicialmente como 1996 XA9.
Más adelante fue nombrado en honor al astrónomo italiano Geminiano Montanari (1633-1687).

## Características orbitales
Montanari orbita a una distancia media del Sol de 2,8733 ua, pudiendo acercarse hasta 2,7838 ua y alejarse hasta 2,9627 ua. Tiene una excentricidad de 0,0311 y una inclinación orbital de 2,3407° grados. Emplea en completar una órbita alrededor del Sol 1779 días.

## Características físicas
Su magnitud absoluta es 13,5. Tiene 5,661 km de diámetro. Su albedo se estima en 0,264.